# タケデンバード事件
タケデンバード事件（タケデンバードじけん）とは、日本の中央競馬において、審判（着順判定）を巡って起こった誤審疑惑騒動である。
クモハタ記念事件ともいう。

## 概要
1972年12月3日に東京競馬場で開催された第22回クモハタ記念は、タケデンバードとハクホオショウとがゴール前で際どく争う形となった。
同レースを観戦していた者の多くは1着ハクホオショウ、2着タケデンバードと判断したが、主催者（日本中央競馬会）側は決勝審判委員の肉眼による判断に基づき、1着タケデンバード、2着ハクホオショウと着順を決定。これに対しハクホオショウをはじめとする競馬関係者やトラックマンから「誤審ではないのか」と言う疑問の声が上がった。
当時の着順判定は、最終的には決勝審判委員の肉眼によるとされていたが、接戦の場合にはゴール前を撮影した写真を発表する習慣があった。ハクホオショウの騎手であった矢野一博や同馬の調教師であった尾形藤吉など、関係者が写真を見せるように要求したところ、何らかの原因によって写真が撮影されていなかったことが判明した。公式にはカメラ（スリットカメラ）の故障もしくは電源の入れ忘れと発表されたが、一方で「カメラのトラブルは着順発表の手違い=誤審を誤魔化すための嘘」とも言われている。
最終的に着順判定および誤審疑惑が覆ることはなかった。2頭の着差は公式には「クビ」差と記録されている。

## その後
ハクホオショウの関係者と日本中央競馬会が交渉した結果、写真判定による着順決定を義務づけるようルール（競馬施行規程）が改正されることとなった。
事件の当事者・タケデンバードとハクホオショウのその後は、前者は「大本命のハマノパレードがアクシデント（骨折転倒）に襲われ高松宮杯をタナボタ勝利」、後者は「本命馬として挑んだ天皇賞（秋）を骨折のために競走中止」と言う対照的な結果に終わっている。